# Isobutylvinylether
Isobutylvinylether is een kleurloze, licht ontvlambare vloeistof.

## Synthese
De stof kan bereid worden door de reactie van 2-methylpropan-1-ol met ethyn (de zogenaamde Reppe-synthese):
{\displaystyle {\ce {HC#CH + C4H9OH -> H2C=CH-O-C4H9}}}

## Toepassingen
Isobutylvinylether kan gepolymeriseerd worden tot polyisobutylvinylether. De stof is ook een comonomeer in copolymeren met bijvoorbeeld vinylchloride of vinylacetaat. De (co-)polymeren worden onder meer toegepast in verven, lakken en coatings. Daarnaast is de stof een tussenproduct voor andere stoffen, bijvoorbeeld in een syntheseroute van kwadraatzuur.

## Toxicologie en veiligheid
Isobutylvinylether is licht ontvlambaar en kan bij verhitting spontaan polymeriseren. Lewiszuren zoals boortrifluoride bevorderen de polymerisatie. Daarom wordt er bij opslag een kleine hoeveelheid stabilisator aan toegevoegd, bijvoorbeeld 0,1% kaliumhydroxide.

## Historisch gebruik
Isobutylvinylether was een component van de raketbrandstof voor de Duitse Wasserfallraket, ontwikkeld in de Tweede Wereldoorlog. De raket gebruikte een hypergole brandstof, bestaande uit enerzijds Visol (een mengsel van isobutylvinylether en aniline; dit was een bijproduct van de destillatie van steenkool) en anderzijds SV (een mengsel van 10% zwavelzuur en 90% salpeterzuur).